# Fernando Picun
Fernando Picun (sinh ngày 14 tháng 2 năm 1972) là một cầu thủ bóng đá người Uruguay.

## Đội tuyển bóng đá quốc gia Uruguay
Fernando Picun thi đấu cho đội tuyển bóng đá quốc gia Uruguay từ năm 1996 đến 1999.

## Thống kê sự nghiệp
| Đội tuyển bóng đá Uruguay | Đội tuyển bóng đá Uruguay | Đội tuyển bóng đá Uruguay |
| Năm                       | Trận                      | Bàn                       |
| ------------------------- | ------------------------- | ------------------------- |
| 1996                      | 2                         | 0                         |
| 1997                      | 0                         | 0                         |
| 1998                      | 0                         | 0                         |
| 1999                      | 7                         | 0                         |
| Tổng cộng                 | 9                         | 0                         |